# Qazaqstan Superkubogy 2022
La Qazaqstan Superkubogy 2022 è stata la quindicesima edizione della Supercoppa kazaka di calcio, svoltasi all'Astana Arena di Nur-Sultan tra Tobyl, vincitore del campionato, e Qairat, vincitore della coppa nazionale.
Il Tobyl ha bissato il successo della passata edizione, battendo per 2-1 il Qairat.

## Tabellino
| Arbitro: | Sahı (Qyzylorda) |

|                                   |           |                |
| Mujïqov 30’ (rig.) Jaqsylyqov 83’ | Marcatori | 39’ João Paulo |